# Саутпорт
Саутпорт (енгл. Southport) је град у Уједињеном Краљевству у Енглеској. Према процени из 2007. у граду је живело 93.637 становника.

## Становништво
Према процени, у граду је 2008. живело 93.637 становника.
| 1981.  | 1991.  | 2001.  |
| ------ | ------ | ------ |
| 88,596 | 90,959 | 91,404 |